# Jim van Os
Pour les articles homonymes, voir van Os.
Johannes Jacobus (Jim) van Os, né en 1960 à Utrecht, est un psychiatre et un épidémiologiste néerlandais.

## Articles
- (en) A salience dysregulation syndrome par Jim van Os, British Journal of Psychiatry, janvier 2009.